# Copa de Italia de Ciclismo 2019
La 13.ª edición de la Copa de Italia de Ciclismo de 2019 fue una serie de carreras de ciclismo en ruta que se realizaron en Italia. Comenzó el 17 de febrero con el Trofeo Laigueglia y finalizó el 10 de octubre con el Giro del Piemonte.
Formaron parte de la clasificación todos los ciclistas profesionales que forman parte del UCI WorldTeam, Profesional Continental y Continental sin límite de nacionalidad estableciendo un sistema de puntuación en función de la posición conseguida en cada competición y a partir de ahí se creaba la clasificación.
La Copa constó de 19 carreras italianas en las categorías 2.HC, 2.1, 1.HC y 1.1 del UCI Europe Tour, excepto las que declinaron estar en esta competición.

## Sistema de puntos
En cada carrera, los primeros 20 corredores ganan puntos y el corredor con la mayor cantidad de puntos en general es considerado el ganador de la Copa de Italia. Se llevan a cabo clasificaciones separadas para los mejores jóvenes (sub-23) y el mejor equipo. La clasificación para los mejores jóvenes aplica para corredores sub-23 y aplica el mismo baremo de puntos de la clasificación individual.

### Clasificación individual
| Posición | 1   | 2  | 3  | 4  | 5  | 6  | 7  | 8  | 9  | 10 | 11 | 12 | 13 | 14 | 15 | 16 | 17 | 18 | 19 | 20 |
| Puntos   | 100 | 80 | 70 | 60 | 51 | 45 | 39 | 32 | 28 | 24 | 20 | 18 | 16 | 14 | 12 | 10 | 8  | 6  | 4  | 2  |

| Posición | 1  | 2  | 3  | 4  | 5  | 6  | 7  | 8  | 9  | 10 | 11 | 12 | 13 | 14 | 15 | 16 | 17 | 18 | 19 | 20 |
| Puntos   | 70 | 56 | 49 | 42 | 36 | 31 | 27 | 22 | 20 | 17 | 14 | 13 | 11 | 10 | 8  | 7  | 6  | 4  | 3  | 2  |

| Posición | 1  | 2  | 3  | 4  | 5  | 6  | 7  | 8  | 9  | 10 | 11 | 12 | 13 | 14 | 15 | 16 | 17 | 18 | 19 | 20 |
| Puntos   | 60 | 50 | 44 | 38 | 32 | 28 | 24 | 20 | 18 | 15 | 8  | 8  | 8  | 8  | 8  | 2  | 2  | 2  | 1  | 1  |

| Posición | 1  | 2  | 3  | 4  | 5  | 6  | 7  | 8  | 9  | 10 | 11 | 12 | 13 | 14 | 15 | 16 | 17 | 18 | 19 | 20 |
| Puntos   | 40 | 32 | 28 | 24 | 21 | 18 | 15 | 13 | 11 | 10 | 5  | 5  | 5  | 5  | 5  | 1  | 1  | 1  | 1  | 1  |

### Clasificación por equipos
| Posición | 1   | 2  | 3  | 4  | 5  | 6  | 7  | 8  | 9  | 10 |
| Puntos   | 100 | 95 | 90 | 85 | 80 | 75 | 70 | 65 | 60 | 55 |

| Posición | 1  | 2  | 3  | 4  | 5  | 6  | 7  | 8  | 9  | 10 |
| Puntos   | 80 | 76 | 72 | 68 | 64 | 60 | 56 | 52 | 48 | 44 |

| Posición | 1  | 2  | 3  | 4  | 5  | 6  | 7  | 8  | 9  | 10 |
| Puntos   | 40 | 38 | 36 | 34 | 32 | 30 | 28 | 26 | 24 | 22 |

| Posición | 1  | 2  | 3  | 4  | 5  | 6  | 7  | 8  | 9  | 10 |
| Puntos   | 20 | 19 | 18 | 17 | 16 | 15 | 14 | 13 | 12 | 11 |

## Carreras puntuables
| Clasificación | Clasificación    | Clasificación                                | Clasificación         | Clasificación                 | Clasificación                        | Clasificación                         |
| Pos.          | Fecha            | Carrera                                      | Ganador               | Equipo                        | Líder de la clasificación individual | Líder de la clasificación por equipos |
| ------------- | ---------------- | -------------------------------------------- | --------------------- | ----------------------------- | ------------------------------------ | ------------------------------------- |
| 1.º           | 17 de febrero    | Trofeo Laigueglia                            | Simone Velasco        | Neri Sottoli-Selle Italia-KTM | Simone Velasco                       | Neri Sottoli-Selle Italia-KTM         |
| 2.º           | 10 de marzo      | Gran Premio Industria y Artigianato-Larciano | Maximilian Schachmann | Bora-Hansgrohe                | Simone Velasco                       | Neri Sottoli-Selle Italia-KTM         |
| 3.º           | 27-31 de marzo   | Settimana Coppi e Bartali                    | Lucas Hamilton        | Mitchelton-Scott              | Simone Velasco                       | Neri Sottoli-Selle Italia-KTM         |
| 4.º           | 3-6 de abril     | Giro de Sicilia                              | Brandon McNulty       | Rally UHC                     | Simone Velasco                       | Neri Sottoli-Selle Italia-KTM         |
| 5.º           | 22-26 de abril   | Tour de los Alpes                            | Pavel Sivakov         | Sky                           | Fausto Masnada                       | Androni Giocattoli-Sidermec           |
| 6.º           | 28 de abril      | Giro de los Apeninos                         | Mattia Cattaneo       | Androni Giocattoli-Sidermec   | Fausto Masnada                       | Androni Giocattoli-Sidermec           |
| 7.º           | 29-30 de junio   | Campeonato de Italia en Ruta                 | Davide Formolo        | Bora-Hansgrohe                | Fausto Masnada                       | Androni Giocattoli-Sidermec           |
| 8.º           | 23-28 de julio   | Adriatica Ionica Race                        | Mark Padun            | Bahrain Merida                | Fausto Masnada                       | Androni Giocattoli-Sidermec           |
| 9.º           | 14 de septiembre | Coppa Agostoni                               | Aleksandr Ryabushenko | UAE Emirates                  | Fausto Masnada                       | Androni Giocattoli-Sidermec           |
| 10.º          | 15 de septiembre | Coppa Bernocchi                              | Phil Bauhaus          | Bahrain Merida                | Fausto Masnada                       | Androni Giocattoli-Sidermec           |
| 11.º          | 18 de septiembre | Giro de Toscana                              | Giovanni Visconti     | Neri Sottoli-Selle Italia-KTM | Fausto Masnada                       | Androni Giocattoli-Sidermec           |
| 12.º          | 19 de septiembre | Coppa Sabatini                               | Alexey Lutsenko       | Astana                        | Fausto Masnada                       | Androni Giocattoli-Sidermec           |
| 13.º          | 21 de septiembre | Memorial Marco Pantani                       | Alexey Lutsenko       | Astana                        | Giovanni Visconti                    | Androni Giocattoli-Sidermec           |
| 14.º          | 22 de septiembre | Trofeo Matteotti                             | Matteo Trentin        | Selección de Italia           | Giovanni Visconti                    | Androni Giocattoli-Sidermec           |
| 15.º          | 5 de octubre     | Giro de Emilia                               | Primož Roglič         | Jumbo-Visma                   | Giovanni Visconti                    | Androni Giocattoli-Sidermec           |
| 16.º          | 6 de octubre     | Gran Premio Bruno Beghelli                   | Sonny Colbrelli       | Bahrain Merida                | Giovanni Visconti                    | Androni Giocattoli-Sidermec           |
| 17.º          | 8 de octubre     | Tres Valles Varesinos                        | Primož Roglič         | Jumbo-Visma                   | Giovanni Visconti                    | Androni Giocattoli-Sidermec           |
| 18.º          | 9 de octubre     | Milán-Turín                                  | Michael Woods         | EF Education First            | Giovanni Visconti                    | Androni Giocattoli-Sidermec           |
| 19.º          | 10 de octubre    | Giro del Piemonte                            | Egan Bernal           | INEOS                         | Giovanni Visconti                    | Androni Giocattoli-Sidermec           |

## Clasificaciones finales

### Individual
| Clasificación |                   |                               |        |
| Posición      | Ciclista          | Equipo                        | Puntos |
| ------------- | ----------------- | ----------------------------- | ------ |
| 1.º           | Giovanni Visconti | Neri Sottoli-Selle Italia-KTM | 281    |
| 2.º           | Fausto Masnada    | Androni Giocattoli-Sidermec   | 197    |
| 3.º           | Sonny Colbrelli   | Bahrain Merida                | 193    |
| 4.º           | Andrea Vendrame   | Androni Giocattoli-Sidermec   | 182    |
| 5.º           | Mattia Cattaneo   | Androni Giocattoli-Sidermec   | 172    |

### Jóvenes
| Clasificación |                 |                               |        |
| Posición      | Ciclista        | Equipo                        | Puntos |
| ------------- | --------------- | ----------------------------- | ------ |
| 1.º           | Fausto Masnada  | Androni Giocattoli-Sidermec   | 197    |
| 2.º           | Andrea Vendrame | Androni Giocattoli-Sidermec   | 182    |
| 3.º           | Simone Velasco  | Neri Sottoli-Selle Italia-KTM | 158    |

### Equipos
| Clasificación |                               |        |
| Posición      | Equipo                        | Puntos |
| ------------- | ----------------------------- | ------ |
| 1.º           | Androni Giocattoli-Sidermec   | 854    |
| 2.º           | Neri Sottoli-Selle Italia-KTM | 825    |
| 3.º           | Bahrain Merida                | 541    |
| 4.º           | UAE Emirates                  | 317    |
| 5.º           | Bardiani-CSF                  | 301    |